# 미카미 다쿠야
미카미 다쿠야(일본어: 三上 卓哉, 1980년 2월 13일 ~ )는 일본의 전 축구 선수이다.

## 구단 경력
과거 우라와 레즈, 교토 상가 FC, 에히메 FC에서 활동하였다.